# Listă de compozitori români
Aceasta este o listă de compozitori români notabili.

## A
- Liana Alexandra (1947-2011)
- Ion Aldea Teodorovici  (1954 - 1992)
- Mihail Andricu (1894 - 1974)
- Ștefan Andronic (1921 - 2008)[1]
- Irinel Anghel (* 1969)
- Elena Asachi (1789–1877)
- Esmeralda Athanasiu-Gardeev (1834–1917)
- Ana-Maria Avram (1961-2017)

## B
- Maya Badian (* 1945)
- George Balint (1961-2019)
- Pascal Bentoiu (1927-2016)
- Wilhelm Georg Berger (1929 - 1993)
- Mihai Bisericanu (* 1962)
- Adrian Borza (* 1967)
- Nicolae Brânduș (* 1935)
- Nicolae Brânzeu (1907 - 1983)
- Mihai Brediceanu (1920 - 2005)
- Tiberiu Brediceanu (1877 - 1968)
- Ludovic Bacs (1930-2015)
- Ionel Băjescu-Oardă (1889 - 1979)
- Filaret Barbu (1903 - 1984)
- Dan Bittman (* 1962)
- Florin Bogardo (1942 - 2009)
- Bogdan Bradu (* 1968)
- Nicolae Bretan (1887 - 1968)
- Constantin Brăiloiu (1893 - 1958)
- Vlad Burlea (*1957)

## C
- Teodor Caciora (Puiu) (* 1949)
- Carmen Maria Cârneci (* 1957)
- Corneliu Cezar (1937-1997)
- Epaminondas Chiriacopol (* 1952)
- Iulia Cibișescu-Duran (* 1966)
- Ghenadie Ciobanu (*1957)
- Maia Ciobanu (* 1952)
- Dora Cojocaru (* 1963)
- Liviu Comes (1918-2004)
- Dan Constantinescu (1931-1993)
- Paul Constantinescu (1909-1963)
- Ion Cristinoiu (1940-2001)
- Dimitrie Cuclin (1885-1978)
- Dumitru Capoianu (1929-2012)
- Alfons Castaldi
- Eduard Caudella
- Bogdan Căuș
- Laurențiu Cazan
- Sergiu Celibidache
- Corneliu Cezar
- Sergiu Cioiu
- Eugen Coca
- Florin Comișel
- Vladimir Cosma
- Boldizsár Csíky (* 1937)
- Gheorghe Cucu
- Ioan Căianu (1629-1687)

## D
- Liviu Dănceanu (1954-2017)
- Dan Dediu (* 1967)
- Violeta Dinescu (* 1953)
- Eugen Doga (* 1937)
- Felicia Donceanu (1931-2022)[2]
- George Draga (1935-2008)
- Marcel Dragomir (1943-2015)
- Gheorghe Dumitrescu (1914 - 1996)
- Iancu Dumitrescu (* 1944)
- Nelu Danielescu
- Florentin Delmar
- Gherase Dendrino
- Gheorghe Dima
- Florica Dimitriu
- Grigoraș Dinicu
- Constantin Drăghici
- Sabin Drăgoi

## E
- George Enescu (1881 - 1955)
- Emanuel Elenescu
- Adrian Enescu

## F
- Octav Firulescu
- Alexandru Flechtenmacher
- Theodor Fuchs
- Robert Flavian

## G
- Raoul Gunsbourg (1860 - 1955)
- Valentin Gheorghiu
- Dan Mihai Goia
- Radu Goldiș
- George Grigoriu

## H
- Ion Hartulary-Darclée
- Irina Olga Hasnaș (* 1954)
- Mircea Hoinic
- Marius Hristescu

## I
- Ioana Ilie (* 1988)
- Adrian Iorgulescu (* 1951)
- Călin Ioachimescu
- Doru Istudor „M.S.” (* 1961)

## J
- Mihail Jora (1891 - 1971)

## K
- Leon Klepper (1900 - 1991)
- Dumitru Georgescu-Kiriac
- Walter Michael Klepper

## L
- Sorin Lerescu (* 1953)
- Dinu Lipatti (1917 - 1950)

## M
- Eusebie Mandicevschi (1857 - 1929)
- Laura Manolache (*1959)
- Myriam Marbe (1931 - 1997)
- Cristian Marina (* 1965)
- Alfred Mendelsohn (1910 - 1966)
- Vladimir Mendelssohn (* 1949)
- Karol Mikuli (1821 - 1897)
- Sergiu Malagamba
- Gheorghe Mandicevschi
- Șerban Marcu (1977 - compozitor, pianist)
- Cristi Minculescu (* 1959)
- Emil Monția
- Gavriil Musicescu
- Dan Mândrilă
- Petru Mărgineanu
- Stelică Muscalu
- Gheorghe Mustea (1951)

## N
- Marțian Negrea (1893 - 1973)
- Octavian Nemescu (1940-2020)
- Ștefan Niculescu (1927 - 2008)
- Ion Nonna Otescu
- Constantin C. Nottara
- Șerban Nichifor

## O
- Irina Odăgescu (* 1937)
- Tiberiu Olah
- Paraschiv Oprea
- Smaranda Oțeanu-Bunea (* 1941)

## P
- Anton Pann (1793-1854)
- Alexandru Pașcanu (1920-1989)
- Sabin Pautza  (* 1943)
- Ionel Perlea
- Valentin Petculescu
- Carmen Petra-Basacopol (* 1926)
- Norbert Petri
- Virgil Popescu
- Fred Popovici (* 1948)
- Ciprian Porumbescu (1853 - 1883)

## R
- Theodor Rogalski (1901–1954)
- Diana Rotaru (* 1981)
- Doina Rotaru (n. 1951)
- Elly Roman
- Horațiu Rădulescu
- Johnny Răducanu (1931-2011)

## S
- Mihaela Stanculescu-Vosganian (* 1961)
- Petru Stoianov (* 1939)
- Aurel Stroe (1932-2008)
- Ion Scărlătescu
- Gheorghe Sîrghie
- Gheorghe Skeletti
- Matei Socor
- George Stephănescu
- Valeriu Sterian (1952-2000)
- Achim Stoia
- Laura Stoica (1967-2006)
- Dimitrie Suceveanu
- Horia Surianu

## Ș
- Radu Șerban (compozitor)
- Anton Șuteu
- Guilelm Șorban (1876-1923)

## T
- Cornelia Tăutu (1938-2019)
- Valentin Timaru
- Octave Octavian Teodorescu
- Sigismund Toduță
- Hans Peter Türk

## Ț
- Cornel Țăranu (* 1934)
- Marius Țeicu (1942)

## U
- Paul Urmuzescu (1928-2018)

## V
- Zeno Octavian Vancea
- Ovidiu Varga
- Grigore Ventura
- Vasile Veselovski
- Ion Vidu
- Anatol Vieru (1926 - 1998)
- Marina Marta Vlad (* 1949)
- Roman Vlad
- Dan Voiculescu (compozitor)
- Isidor Vorobchievici

## W
- Eduard Wachmann
- Ioan Andrei Wachmann

## Z
- Gheorghe Zamfir
- Zoltán Aladár